# خيسوس ريكو (عداء سريع)
خيسوس ريكو (بالإسبانية: Jesús Rico) هو عداء سريع فنزويلي، ولد في 4 يوليو 1950.

## وصلات خارجية
- خيسوس ريكو (عداء سريع) على موقع أوليمبيديا (الإنجليزية)